# Magdalena Andersson
Eva Magdalena Andersson (wym. [ˈânː.dɛˌʂɔn]; ur. 23 stycznia 1967 w Uppsali) – szwedzka ekonomistka i polityk, w latach 2014–2021 minister finansów, od 2021 przewodnicząca Szwedzkiej Socjaldemokratycznej Partii Robotniczej, w latach 2021–2022 premier Szwecji.

## Życiorys
Absolwentka Wyższej Szkoły Handlowej w Sztokholmie, w której również krótko pracowała w pierwszej połowie lat 90. W 1995 kształciła się na Uniwersytecie Harvarda. W 1996 dołączyła do administracji rządowej. Była doradcą politycznym w biurze premiera Görana Perssona (do 1998), następnie dyrektorem ds. planowania w tym urzędzie (1998–2004) oraz sekretarzem stanu w Ministerstwie Finansów (2004–2006). Od 2007 do 2009 była zatrudniona we frakcji parlamentarnej socjaldemokratów, następnie do 2012 pełniła funkcję dyrektora w szwedzkiej agencji podatkowej (Skatteverket). W 2012 została rzecznikiem Szwedzkiej Socjaldemokratycznej Partii Robotniczej ds. polityki gospodarczej.
Po wyborach w 2014, w których uzyskała mandat posłanki do Riksdagu, w utworzonym przez socjaldemokratów i zielonych mniejszościowym rządzie Stefana Löfvena objęła urząd ministra finansów.
W 2018 została wybrana na kolejną kadencję szwedzkiego parlamentu. W styczniu 2019 w drugim gabinecie dotychczasowego premiera ponownie stanęła na czele resortu finansów. Pozostała na tej funkcji również w utworzonym w lipcu 2021 trzecim gabinecie Stefana Löfvena.
W listopadzie 2021 została nową przewodniczącą Szwedzkiej Socjaldemokratycznej Partii Robotniczej, zastępując na tej funkcji Stefana Löfvena. W tym samym miesiącu, po uprzedniej rezygnacji złożonej przez premiera, otrzymała od przewodniczącego Riksdagu Andreasa Norléna misję utworzenia nowego rządu. 24 listopada Riksdag zatwierdził jej kandydaturę na premiera – wobec braku co najmniej 175 głosów przeciw. Za kandydatką zagłosowali posłowie socjaldemokratów, Partii Zielonych i 1 niezależny (łącznie 117 głosów). 174 deputowanych z ugrupowań centroprawicowych i prawicowych było przeciw, a 57 parlamentarzystów z Partii Lewicy i Partii Centrum wstrzymało się od głosu. Jej gabinet miał powstać dwa dni później. Jeszcze tego samego dnia odbyło się w Riksdagu głosowanie nad projektem budżetu. Partia Centrum nie poparła propozycji rządowej, a parlament przegłosował budżet zaproponowany przez centroprawicową opozycję. W konsekwencji Partia Zieloni odmówiła wejścia do nowego rządu, a Magdalena Andersson jeszcze tego samego dnia złożyła rezygnację.
Zadeklarowała jednocześnie gotowość stanięcia na czele monopartyjnego gabinetu tworzonego wyłącznie przez SAP. 25 listopada Andreas Norlén ponownie powierzył jej misję utworzenia rządu. 29 listopada parlament ponownie zatwierdził jej kandydaturę. Przewodniczącą SAP poparło 101 posłów (socjaldemokraci i 1 niezależny), a 75 wstrzymało się od głosu (posłowie Partii Zieloni, Partii Lewicy, centrystów i 1 deputowany liberałów). Liczba głosów przeciw (173) była mniejsza niż 175 głosów niezbędnych do zablokowania kandydatury. Następnego dnia Magdalena Andersson przedstawiła skład swojego nowego rządu, który tym samym rozpoczął funkcjonowanie. Została pierwszą kobietą pełniącą funkcję premiera Szwecji.
W wyborach w 2022 po raz kolejny uzyskała mandat posłanki do Riksdagu, ugrupowania wspierające jej gabinet utraciły wówczas większość w parlamencie. Urząd premiera sprawowała do 18 października tegoż roku, kiedy powstał tworzony przez centroprawicową koalicję rząd kierowany przez Ulfa Kristerssona.